# Episodi di Le avventure di Jet Jackson (prima stagione)
La prima stagione della serie televisiva Le avventure di Jet Jackson è andata in onda negli Stati Uniti dal 4 settembre 1954 al 26 febbraio 1955 sulla CBS.
| nº | Titolo originale          | Prima TV USA      | Titolo italiano | Prima TV Italia |
| -- | ------------------------- | ----------------- | --------------- | --------------- |
| 1  | Murder by Radiation       | 4 settembre 1954  |                 |                 |
| 2  | Electronic Killer         | 11 settembre 1954 |                 |                 |
| 3  | Deadly Diamonds           | 18 settembre 1954 |                 |                 |
| 4  | The Lost Moon             | 25 settembre 1954 |                 |                 |
| 5  | Death Below Zero          | 2 ottobre 1954    |                 |                 |
| 6  | Operation Failure         | 9 ottobre 1954    |                 |                 |
| 7  | Trapped Behind Bars       | 16 ottobre 1954   |                 |                 |
| 8  | Counterfeit Millions      | 23 ottobre 1954   |                 |                 |
| 9  | The Walking Ghost         | 30 ottobre 1954   |                 |                 |
| 10 | Secret of the Jungle      | 6 novembre 1954   |                 |                 |
| 11 | Sabotage Under the Sea    | 13 novembre 1954  |                 |                 |
| 12 | Isle of Mystery           | 20 novembre 1954  |                 |                 |
| 13 | The Curse of the Pharaohs | 27 novembre 1954  |                 |                 |
| 14 | The Deserters             | 4 dicembre 1954   |                 |                 |
| 15 | The Electrified Man       | 11 dicembre 1954  |                 |                 |
| 16 | The Young Criminal        | 18 dicembre 1954  |                 |                 |
| 17 | The Deadly Project        | 25 dicembre 1954  |                 |                 |
| 18 | Touchdown Terror          | 1º gennaio 1955   |                 |                 |
| 19 | Top Secret Weapon         | 8 gennaio 1955    |                 |                 |
| 20 | The Human Bomb            | 15 gennaio 1955   |                 |                 |
| 21 | The Mark of Death         | 22 gennaio 1955   |                 |                 |
| 22 | The Arctic Avalanche      | 29 gennaio 1955   |                 |                 |
| 23 | Mystery of the Forest     | 5 febbraio 1955   |                 |                 |
| 24 | The Invisible Terror      | 12 febbraio 1955  |                 |                 |
| 25 | Saboteurs of the Sky      | 19 febbraio 1955  |                 |                 |
| 26 | Peril from the Arctic     | 26 febbraio 1955  |                 |                 |

## Murder by Radiation
- Prima televisiva: 4 settembre 1954

### Trama
- Interpreti: Richard Webb (Captain Midnight / Jet Jackson), Sid Melton (Ichabod 'Ikky' Mudd), Olan Soule (Aristotle 'Tut' Jones), Peter Brocco (Loutrell), Wheaton Chambers (dottor Ormond), Tommy Ivo (Jimmy Roberts), Harry Lauter (Marlowe), Henry Rowland (Enemy Agent), Pierre Andre (annunciatore)

## Electronic Killer
- Prima televisiva: 11 settembre 1954

### Trama
- Interpreti: Richard Webb (Captain Midnight / Jet Jackson), Holly Bane (Fred), Robert Bice (Dereck Strange), Charles Evans (generale Howard), Don C. Harvey (Bart), William Tannen (Percy)

## Deadly Diamonds
- Prima televisiva: 18 settembre 1954

### Trama
- Interpreti: Richard Webb (Captain Midnight / Jet Jackson), Sid Melton (Ichabod 'Ikky' Mudd), Olan Soule (Aristotle 'Tut' Jones), Gary Gray (Jimmy Sawyer), John Hamilton (George Maynard), Ed Hinton (Hank Rogers), John L. Cason (Brady), Zon Murray (Snyder), I. Stanford Jolley (sceriffo), Leonard P. Geer (Deputy), Michael Hinn (Deputy)

## The Lost Moon
- Prima televisiva: 25 settembre 1954

### Trama
- Interpreti: Richard Webb (Captain Midnight / Jet Jackson), Richard Anderson (tenente Olson), Eddie Lee (Woh), Brian O'Hara (sergente), John Phillips (Paul Ellwood), Victor Sen Yung (Ling)

## Death Below Zero
- Prima televisiva: 2 ottobre 1954

### Trama
- Interpreti: Richard Webb (Captain Midnight / Jet Jackson), David Colmans (Jefferson Bishop), Harry Lauter (Krause), Kenneth MacDonald (John Sawyer), Sid Melton (Ichabod Mudd), Henry Rowland (Shook), Olan Soule (Aristotle Jones), Bob Woodward (Fenton)

## Operation Failure
- Prima televisiva: 9 ottobre 1954

### Trama
- Interpreti: Richard Webb (Captain Midnight / Jet Jackson), Stanley Adams (Duroc), Tony Christian (Varga), Harold Dyrenforth (Kovac), Roy Gordon (The General), Marc Krah (Branko Pravelic), John Mylong (Zabor)

## Trapped Behind Bars
- Prima televisiva: 16 ottobre 1954

### Trama
- Interpreti: Richard Webb (Captain Midnight / Jet Jackson), Sid Melton (Ichabod 'Ikky' Mudd), Leonard Bremen (Pete Hardy), Eddie Foster (Jones), Don C. Harvey (Rocky Billings), Charles Postal (Mr. Terhune), Gene Roth (The Warden), Mel Welles (Harga)

## Counterfeit Millions
- Prima televisiva: 23 ottobre 1954

### Trama
- Interpreti: Richard Webb (Captain Midnight / Jet Jackson), Ken Christy (Bradshaw), Robert Crosson, John Damler (Gourney), Byron Foulger (Doc), Paul McGuire

## The Walking Ghost
- Prima televisiva: 30 ottobre 1954

### Trama
- Interpreti: Richard Webb (Captain Midnight / Jet Jackson), William Fawcett (zio Cyrus), Sally Fraser (Martha Stanhope), Belle Mitchell (Incana)

## Secret of the Jungle
- Prima televisiva: 6 novembre 1954

### Trama
- Interpreti: Richard Webb (Captain Midnight / Jet Jackson), John Banner (Goronov), Rene Beard (Chuck)

## Sabotage Under the Sea
- Prima televisiva: 13 novembre 1954

### Trama
- Interpreti: Richard Webb (Captain Midnight / Jet Jackson), John Pickard (Steve Darby), Philip Van Zandt (Kroll)

## Isle of Mystery
- Prima televisiva: 20 novembre 1954

### Trama
- Interpreti: Richard Webb (Captain Midnight / Jet Jackson), Sid Melton (Ichabod 'Ikky' Mudd), David Garcia, Nira Monsour (Queen of Luana), Zon Murray

## The Curse of the Pharaohs
- Prima televisiva: 27 novembre 1954

### Trama
- Interpreti: Richard Webb (Captain Midnight / Jet Jackson), Sid Melton (Ichabod 'Ikky' Mudd), George Eldredge (professore Gamble), Frank Lackteen (Haseen), Naji (Naji), Otto Reichow (Vornbolt), Sheila Ryan (Eve Gamble), Pierre Andre (annunciatore)

## The Deserters
- Prima televisiva: 4 dicembre 1954

### Trama
- Interpreti: Richard Webb (Captain Midnight / Jet Jackson), Butch Bernard (Lew Foley), Kem Dibbs (James Van Dirk), Harry Lauter (Rice), Henry Rowland (Schnoble), Stuffy Singer (Hi Foley), Rusty Wescoatt (Davis)

## The Electrified Man
- Prima televisiva: 11 dicembre 1954

### Trama
- Interpreti: Richard Webb (Captain Midnight / Jet Jackson), Eddie Foster (Morton), Regina Gleason (Lisa), Ian Keith (professore Bergland), Sid Melton (Ichabod 'Ikky' Mudd), Olan Soule (Aristotle 'Tut' Jones), Norman Willis (Roselli)

## The Young Criminal
- Prima televisiva: 18 dicembre 1954

### Trama
- Interpreti: Richard Webb (Captain Midnight / Jet Jackson), Jack Diamond (Tommy Venters), Dick Rich (Big Vic)

## The Deadly Project
- Prima televisiva: 25 dicembre 1954

### Trama
- Interpreti: Richard Webb (Captain Midnight / Jet Jackson), Baynes Barron (Ditmars), Franz Roehn (Vranki), Philip Van Zandt (Henderson), Pierre Watkin (dottor Morgan)

## Touchdown Terror
- Prima televisiva: 1º gennaio 1955

### Trama
- Interpreti: Richard Webb (Captain Midnight / Jet Jackson), Mark Andrews (Bud Mayfield), Gregg Barton, Terry Frost (Bates), Karen Green, Joseph Hamilton, Maudie Prickett

## Top Secret Weapon
- Prima televisiva: 8 gennaio 1955

### Trama
- Interpreti: Richard Webb (Captain Midnight / Jet Jackson), Aurello Galli (Stefan), Gregory Gaye, Jack George (Mr. Hoffner), Greta Granstedt (Mrs. Hoffner), Aaron Saxon (Grock)

## The Human Bomb
- Prima televisiva: 15 gennaio 1955

### Trama
- Interpreti: Richard Webb (Captain Midnight / Jet Jackson), John Force (Grantz), Robert Lyden (Billy Griffiths), Dick Rich (Volmer), Jarl Victor (Linden), Gayne Whitman (giudice Jonathan Bell)

## The Mark of Death
- Prima televisiva: 22 gennaio 1955

### Trama
- Interpreti: Richard Webb (Captain Midnight / Jet Jackson), Bobker Ben Ali (Kalyan Singh), Peter Brocco (Landru), David Colmans (Ram Das), Ted Hecht (Bengra Tassi), Paul Marion (Knife Seller)

## The Arctic Avalanche
- Prima televisiva: 29 gennaio 1955

### Trama
- Interpreti: Richard Webb (Captain Midnight / Jet Jackson), Philip Ahn (Sutoc), Tetsu Komai (Kindu), Marc Krah (Zarca), Lane Nakano (Groba)

## Mystery of the Forest
- Prima televisiva: 5 febbraio 1955

### Trama
- Interpreti: Richard Webb (Captain Midnight / Jet Jackson), Sid Melton (Ichabod 'Ikky' Mudd), Daniel De Jonghe, Terry Frost (Harris), Art Gilmore (professore Harlowe), Don C. Harvey (Gaynor)

## The Invisible Terror
- Prima televisiva: 12 febbraio 1955

### Trama
- Interpreti: Richard Webb (Captain Midnight / Jet Jackson), George Eldredge (dottor Hamilton), Greta Granstedt (Mrs. Radnor), Fred Krone (Enemy Agent), Bert LeBaron (Raughlin), Jarl Victor (Gorley), Mel Welles (Mannlciher)

## Saboteurs of the Sky
- Prima televisiva: 19 febbraio 1955

### Trama
- Interpreti: Richard Webb (Captain Midnight / Jet Jackson), George Barrows (Fleck), Craig Duncan (operatore radio), Harold Dyrenforth (Lorenz), Dick Elliott (Neighbor), Dick Grant (Salesman), Frances Karath (Sally Jensen), Vernon Rich (Mr. Jensen)

## Peril from the Arctic
- Prima televisiva: 26 febbraio 1955

### Trama
- Interpreti: Richard Webb (Captain Midnight / Jet Jackson), Sid Melton (Ichabod 'Ikky' Mudd), Paul Marion (Bass), Tyler McVey (Major), Marshall Reed (Portman), Mel Welles (dottor Morelli)